# Watersnoodmonument Stavenisse
Het Watersnoodmonument Stavenisse, of Het Zeemonster, is een gedenkteken gelegen tussen de Nederlandse dorpen Stavenisse en Sint-Maartensdijk in de provincie Zeeland. Het is ontworpen door Gerrit Bolhuis en onthuld op 13 november 1958.

## Achtergrond
Tijdens de Watersnoodramp in 1953 vielen er in Stavenisse 156 slachtoffers.
Bij de hulpverlening na afloop van de ramp golden een aantal Noord-Hollandse gemeenten en de Utrechtse gemeente Maartensdijk als 'adopteerders' van enkele dorpen op het eiland Tholen. Zij kwamen ook met het initiatief om voor Stavenisse een monument op te richten.
Toen bleek dat beeldhouwer Bolhuis de ramp als een monster verbeeld had, stuitte dit op bezwaren van de gereformeerde inwoners en predikant van het dorp. Zij beschouwden de ramp als een straf van God en maakten daarom bezwaar tegen de associatie met een monster. Er werd vervolgens besloten om het monument buiten Stavenisse te plaatsen.
In 2012 moest het beeld worden schoongemaakt nadat het met verf beklad was.

## Beschrijving
Het monument bestaat uit een expressief verbeelde vis, waarin tegelijkertijd een monster te herkennen is. Dit staat voor de dubbele houding die de Zeeuwen ten opzichte van de zee hebben, als bron van zowel voorspoed als tegenspoed.
Het opschrift bij het monument luidt:
op wens van de Stichting
Adoptie Eiland Tholen
gaf Gerrit Bolhuis
gestalte aan hetgeen

in de rampnacht geschiedde